# Helena Wielgomasowa
Helena Maria Anna z Domańskich Wielgomasowa, znana również jako Larysa Domańska (ur. 22 lipca 1904 w Kutnie, zm. w Warszawie) – polska dziennikarka, poetka i aktorka teatralna, współpracowniczka prasy gadzinowej Generalnego Gubernatorstwa.

## Życiorys
Była córką Aleksandra Eugeniusza Domańskiego i Władysławy Anieli z Olszewskich, miała dwóch młodszych braci Aleksandra Ewarysta i Jerzego Napoleona. Wyszła za mąż za Wielgomasa, z którym miała dwóch synów bliźniaków: Wiesława i Zdzisława. Synowie Wielgomasowej walczyli w powstaniu warszawskim i 27 września 1944 zostali rozstrzelani przez Niemców po wyjściu z kanału na ulicy Dworkowej. Przed wybuchem II wojny światowej Helena Wielgomasowa współpracowała z zawierającym treści pornograficzne łódzkim tygodnikiem polityczno-satyrycznym „Wolna Myśl. Wolne Żarty” oraz „Dziennikiem Łódzkim”. Była również pracownicą Urzędu Telekomunikacyjnego w Warszawie.
W 1940 rozpoczęła współpracę z okupantem niemieckim jako dziennikarka w wydawanych w Generalnym Gubernatorstwie gadzinówkach: „Nowym Kurierze Warszawskim”, „7 Dni” i miesięczniku „Fala”. Przez kolejne cztery lata opublikowała łącznie 230 tekstów, głównie nowel, wierszy i opowiadań o charakterze erotycznym. Swoją twórczość określała jako „serdeczną i szczerą”, przedstawiającą piękno natury i czerpiącą ze świata dziecięcej fantazji. Chociaż w prasie gadzinowej twórczość Wielgomasowej otrzymywała pozytywne recenzje, bazowała ona głównie na sztandarowych schematach i stereotypach. Badacze prasy powszechnie określają ją mianem grafomanki. Za swoją działalność została skazana przez Wojskowy Sąd Specjalny na karę infamii. Oprócz pisania tekstów do niemieckiej prasy w języku polskim, Wielogomasowa zajmowała się również tworzeniem wystawianych w teatrach okupacyjnych bajek i baśni dla dzieci, w których sama grała drugoplanowe role. Wcieliła się między innymi w postać złej macochy w bajce Kopciuszek oraz Marii Magdaleny w widowisku religijnym swojego autorstwa Męka Chrystusowa.
W czasie powstania warszawskiego pracowała jako sanitariuszka w Sanitariacie Okręgu Warszawskiego Armii Krajowej „Bakcyl” w Szpitalu Maltańskim. Po zakończeniu powstania wyjechała z miasta z rannymi, a następnie udała się do Krakowa, gdzie zatrudniła się jako tłumaczka w Radzie Miejskiej i otrzymała od Niemców mieszkanie. W celu ukrycia prawdziwej tożsamości używała wówczas imienia Larysa i panieńskiego nazwiska Domańska. Wstąpiła w szeregi Polskiej Partii Robotniczej oraz Związku Uczestników Walki Zbrojnej o Wolność i Demokrację. Jako była sanitariuszka w czasie powstania warszawskiego zaczęła się również ubiegać o przyznanie Krzyża Partyzanckiego i Krzyża Grunwaldu, co ostatecznie zakończyło się niepowodzeniem. Podejmowała również bezskuteczne próby dołączenia do redakcji „Dziennika Polskiego” i Związku Zawodowego Literatów Polskich. 19 marca 1945, na skutek donosu literata Juliusza Wirskiego, Wielgomasowa została aresztowana i osadzona w krakowskim więzieniu Montelupich. Po dwóch miesiącach przesłuchań została zwolniona, gdyż Prokuratura Specjalna Sądu Krajowego w Krakowie uznała, że nie ma dostatecznych dowodów na jej winę. Po wyjściu na wolność uciekła na Dolny Śląsk, gdzie latem 1946 podjęła pracę w teatrze w Puszczykowie Zdroju.
4 maja 1948 ponownie została aresztowana, a 7 września skazana przez Sąd Okręgowy w Warszawie na sześć lat więzienia. Wielgomasowa odwołała się od wyroku do Sądu Najwyższego, lecz 29 kwietnia 1949 kasacja została oddalona. Do 1950 odsiadywała karę więzienia w Centralnym Więzieniu Warszawa II Gęsiówka, po czym została przeniesiona do zakładu karnego dla kobiet w Grudziądzu. 31 lipca 1952 na podstawie zwolnienia warunkowego wyszła na wolność i resztę życia spędziła w Warszawie.